# Вали Ахун Юлдашев
Вали Ахун Юлдашев, Веливай (1839—1916) — уйгурский предприниматель и меценат. Купец первой гильдии и почетный гражданин города Верный. Почетный член Семиреченского и Джаркентского уездного попечительств детских приютов. Наиболее известен как инициатор строительства Жаркентской мечети. Имел несколько китайских и российских государственных наград; в знак признания заслуг был приглашен на коронацию царя Николая Второго. Внес большой вклад в развитие пароходства на реке Или.

## Биография
Вали Ахун Юлдашев, по происхождению из илийских уйгуров-таранчей, родился в 50-х гг. XIX в. в небольшом селении вблизи Жаркента, по другим сведениям в г. Верный. Точная дата рождения неизвестна. Родился в небогатой семье. В юности устроился приказчиком к местному уйгурскому купцу Джалилеву.

## Семья
Брат Акбар

## Награды
- Орден Св. Станислава 3-й степени для нехристиан (1884)
- За особые труды Орден Святой Анны 2-й степени для нехристиан. (1907)